# Ингевоны

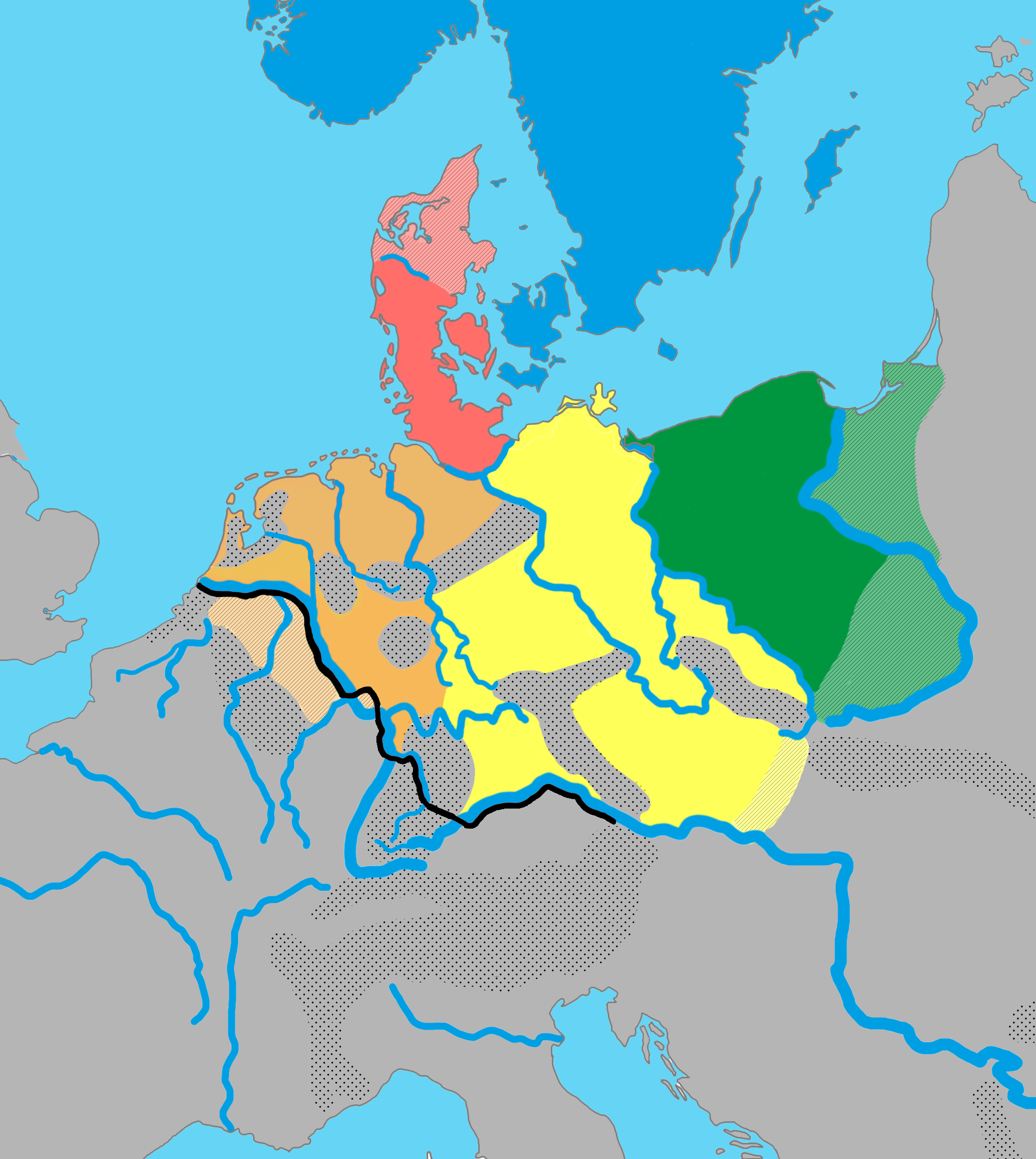
Распространение германских диалектных групп в Европе около 1 года нашей эры:
Северогерманские языки
Ингвеонские языки
Иствеонские языки
Ирминонские языки
Восточногерманские языки

Ингевоны (Ingävonen, Ingväonen, древнегерм. Ingwiaiwen), Ingaevones — одно из германских племён живших в римскую эпоху от устьев Рейна до Балтийского моря, согласно Плинию и Тациту одна из больших групп германских племён.
Уже в IV веке до нашей эры греческий путешественник Пифей рассказывал об ингевонах как о жителях побережья Северного моря.

## Племена
В конце I века по Рождестве Христовом германцы могли быть разделены реками на три группы:
- западные, к ней принадлежали:
  - ингевоны (фризы, хавки, саксы, англы);
  - гермионы (свевы, лангобарды, херуски, маркоманны и квады);
  - истевоны (хатты, гессенцы, убии, батавы, сигамбры и другие);
- восточные;
- северные[4].

В состав ингевонов как одного из трёх главных племён западных германцев входили фризы, саксы, англы и, возможно, юты, которых по мнению ряда историков следует все же относить к восточным германцам: племенам готской группы, бургундам и вандалам и находившихся в более близком родстве с германскими племенами, населявшими Скандинавию. Если фризы так и живут по сию пору во Фрисландии, то англы, и, частично, саксы и юты, переправились на Британские острова, где превратились в костяк нынешней англоговорящей части британской нации. В другом источнике указано что к ингевонам принадлежали фризы, хавки, амсиварии, бруктеры, ангриварии (энгры), саксонцы, англы, свардоны, тевтоны.

## Происхождение названия
Впервые ингевоны упоминаются в «Естественной истории» (2-я половина I в. н. э.) Плиния Старшего.

Германские племена распадаются на пять групп:

1) вандилиев, часть которых составляют бургундионы, варины, харины, гутоны;

2) ингвэонов, к которым принадлежат кимвры, тевтоны и племена хавков;

3) иствэонов, ближе всего живущих к Рейну и включающих в себя сикамбров;

4) живущих внутри страны гермионов, к которым относятся свевы, гермундуры, хатты, херуски;
5) пятую группу — певкинов и бастарнов, которые граничат с вышеназванными даками.
Вторым ингевоном упоминает Тацит в работе «О происхождении германцев и местоположении Германии» (конец I в. н. э.). Согласно ему, германцы возводили начало своего рода к божественному предку по имени Туистон (Туиско). Туистон имел сына по имени Манн (ср. с индийским именем Ману, в сказании о потопе; вероятно, имя это восходит к индоевропейскому корню). У Манна в свою очередь было три сына — Инге, Иске и Эрмине, чьи потомки называют себя по имени прародителей.

В древних песнопениях, — а германцам известен только один этот вид повествования о былом и только такие анналы, — они славят порождённого землёй бога Туистона. Его сын Манн — прародитель и праотец их народа; Манну они приписывают трех сыновей, по именам которых обитающие близ Океана прозываются ингевонами, посередине — гермионами, все прочие — истевонами. Но поскольку старина всегда доставляет простор для всяческих домыслов, некоторые утверждают, что у бога было большее число сыновей, откуда и большее число наименований народов, каковы марсы, гамбривии, свебы, вандилии, и что эти имена подлинные и древние.

## Божественный предок
Наши сведения об Инге коротки и отрывочны. В «Беовульфе» упоминается, что он жил вначале с восточными данами, затем ушёл на восток, через море в сопровождении своей волшебной колесницы. Как отмечает Я. Гримм, колесница — практический неизменный атрибут германских богов.

## Ингевоны в лингвистике
Под именем ингевонов в лингвистических исследованиях обычно определяются носители части западногерманских языков, таких как англский, сакский и фризский, для которых характерны некоторые особенности языкового строя и отличающие их от других диалектных групп старогерманского: восточных и центральных, а также северных. Для данной подгруппы характерно так называемое ингевонское падение носовых.